# 국화꽃 향기 (영화)
"국화꽃 향기"는 2003년에 개봉한 대한민국의 멜로 영화이다.

## 배역
- 장진영 : 민희재 역
- 박해일 : 서인하 역
- 송선미 : 최정란 역
- 김유석 : 강성호 역
- 정은아 : DJ 역
- 안내상 : 박 선배 역
- 변희봉 : 헌책방 주인 역
- 김해숙 : 인하 모 역
- 권병길 : 출판사 사장 역
- 박성근 : 남 작가 역
- 허기호 : 방송국 부장 역
- 이선균 : 닥터 신 역
- 김용선 : 희재 모 역
- 이원재 : 희재 부 역
- 성창훈 : 글뿌리 멤버 역
- 전수아 : 글뿌리 멤버 역
- 김영재 : 글뿌리 멤버 역
- 맹세창 : 동현 역
- 김승욱 : 주정꾼 역
- 구혜령 : 임산부 2 역
- 김경식 : 임산부 남편 역
- 고정민 : 여사원 역
- 변주연 : 재인 역

## 수상
- 2003년 제26회 황금촬영상
  - 신인감독상 - 이정욱
  - 신인남우상 - 박해일